# Bastien Mouthon
Bastien Mouthon (ur. 25 lipca 1994) – szwajcarski lekkoatleta.
Wicemistrz Szwajcarii na 200 m i brązowy medalista mistrzostw kraju na 100 m z 2015 roku. Halowy mistrz Szwajcarii na 60 m z 2016 i 200 m z 2014, 2015 i 2016 oraz brązowy medalista halowych mistrzostw kraju na 60 m z 2014 roku.
Reprezentant klubu CARE Vevey trenowany przez Oliviera Waltera, a wcześniej przez Christiane Imhof.
Rekordy życiowe:
- 60 m (hala) – 6,73 s (St. Gallen, 27 lutego 2016)
- 100 m – 10,43 s (Zug, 7 sierpnia 2015)/10,31w (Langenthal, 22 maja 2016)
- 100 m (hala) – 10,91 s (Magglingen, 25 stycznia 2014)
- 200 m – 20,82 s (Zofingen, 23 maja 2015)
- 200 m (hala) – 21,00 s (Magglingen, 6 lutego 2016)
- 400 m – 51,33 s (Yverdon-les-Bains, 5 października 2013)
- 400 m (hala) – 48,72 s (Magglingen, 31 stycznia 2016)